# Dôme du Goûter

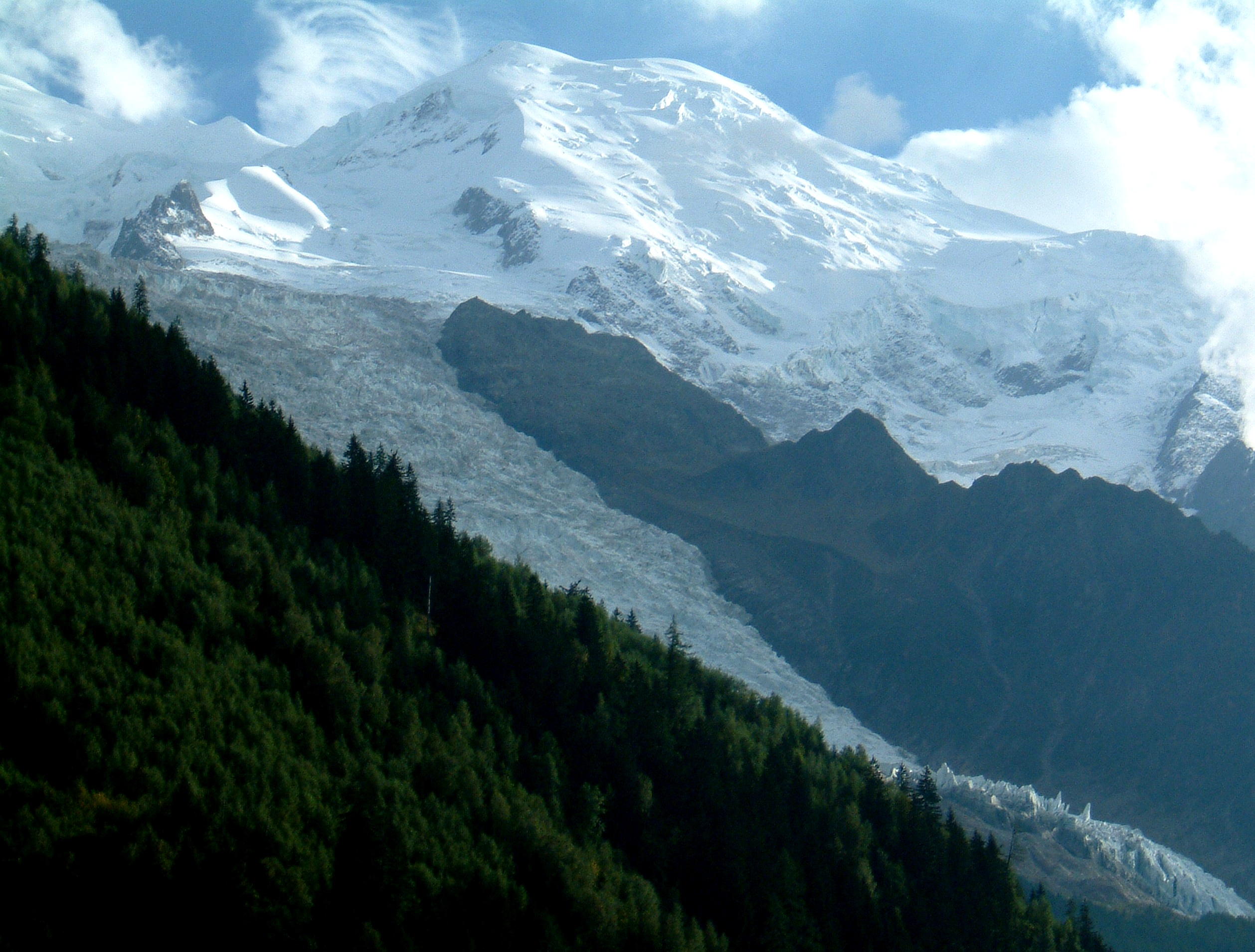
El Dôme du Goûter visto desde Chamonix-Mont-Blanc. En primer plano, el glaciar de Bossons.

El Dôme du Goûter es una montaña en los Alpes, en el macizo del Mont Blanc, en la frontera entre Francia e Italia. Se incluye en el grupo Bionnassay-Goûter. Fue la primera ascendida el 17 de septiembre de 1784 por Jean Marie Couttet y François Cuidet.

## Geografía
La altura aparece de manera distinta según la cartografía. La lista oficial de los cuatromiles de los Alpes, publicada por la UIAA en su boletín n.º 145, de marzo de 1994, indica que según la cartografía italiana más reciente, su cota es 4.306 m y, según la francesa igualmente más reciente, es 4.304 m. En el libro Cuatromiles de los Alpes por rutas normales, Richard Goedeke indica los 4.304 m de la cartografía francesa. Igualmente, esa es la altura que se indica en summitpost.org.
Al igual que ocurre con el Mont Blanc, existe una controversia sobre si la cima está en la frontera o si se encuentra por entero dentro del territorio francés; normalmente se considera que está en el límite. Los franceses consideran que es su tercera montaña más alta.
Su cumbre es considerada una de las más planas de toda la cadena de los Alpes. Durante la escalada hacia el Mont Blanc, sea a lo largo de la vía normal francesa o la la italiana, constituye una etapa obligatoria. Desviarse unos minutos de la vía al Mont Blanc permite alcanzar con facilidad esta cúpula de nieve.

## Las vertientes
Completamente cubierta de hielo, la Cúpula tiene cuatro vertientes:
- al oeste, la cima dista unos 1.000 m del glaciar de Bionnassay;
- la rocosa vertiente sur está formada por la parte italiana de la cima, sobre el glaciar del Dôme;
- la pared noroeste está cubierta por el glaciar de Taconnaz;
- el lado este está formado por el Petit Plateau y el Grand Plateau, que forman más abajo el glaciar de Bossons.

Se une al Mont Blanc por medio del corredor del Dromedario - a lo largo de la pared sudeste, mientras que al noroeste se une con la Aiguille du Goûter y al oeste con la Aiguille de Bionnassay.

## Refugios
- Refugio de Tête Rousse - 3.167 m
- Refugio del Goûter - 3.817 m

## Clasificación SOIUSA
Según la clasificación SOIUSA, el Dôme du Goûter pertenece:
- Gran parte: Alpes occidentales
- Gran sector: Alpes del noroeste
- Sección: Alpes Grayos
- Subsección: Alpes del Mont Blanc
- Supergrupo: Macizo del Mont Blanc
- Grupo: Grupo del Mont Blanc
- Subgrupo: Grupo Bionnassay-Goûter
- Código: I/B-7.V-B.2.a